# Cessna 150

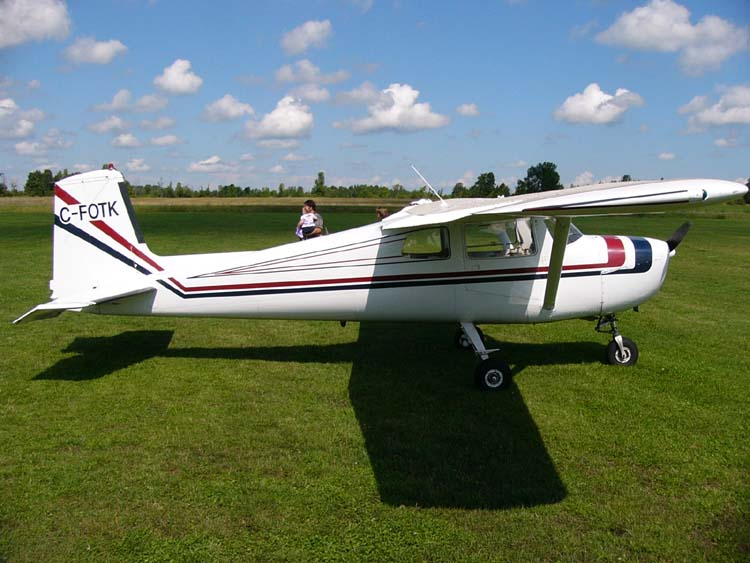
Cessna 150 sản xuất trước 1964, chẳng hạn như Cessna 150B kiểu 1962

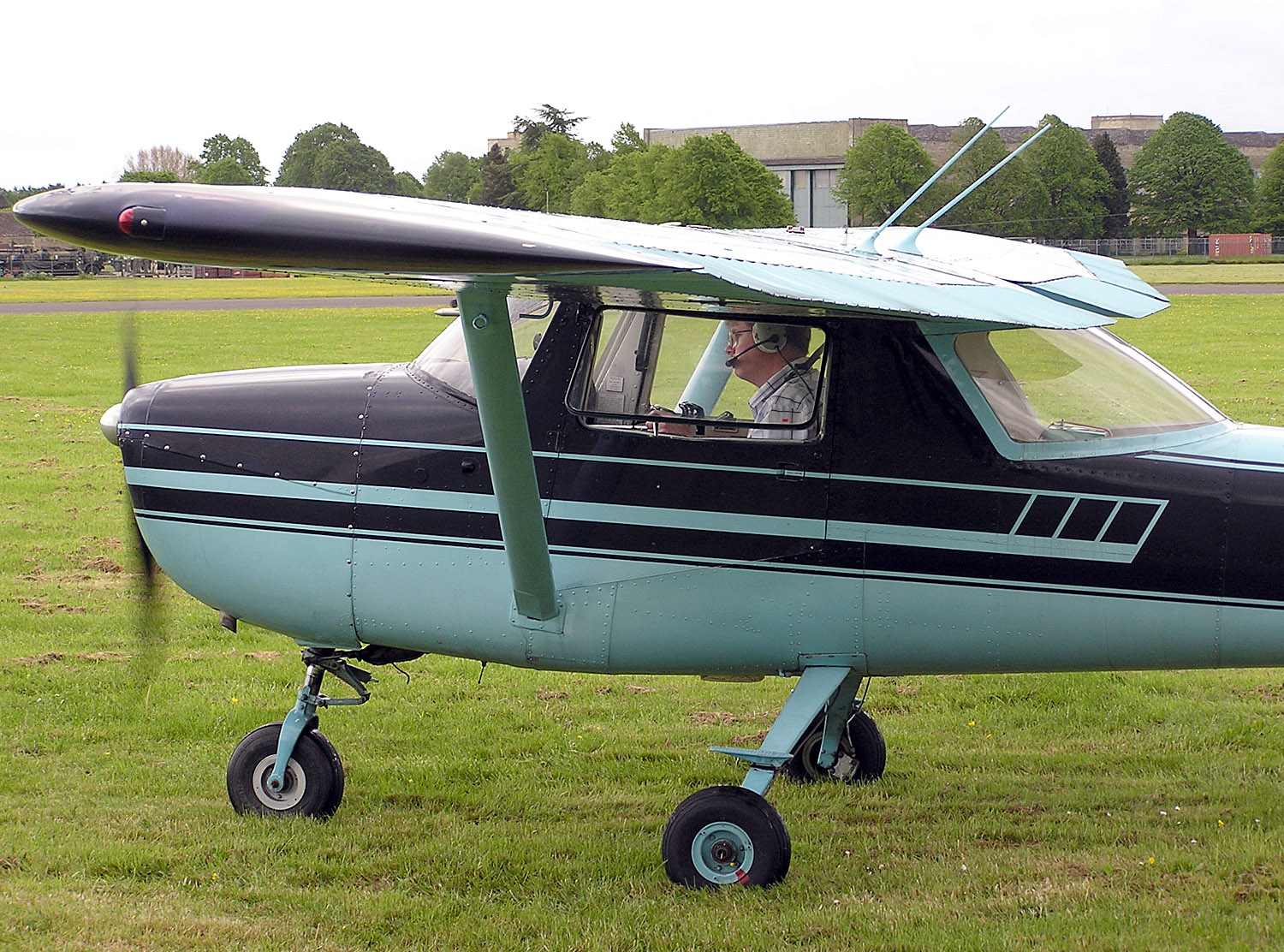
Cessna 150E kiểu 1965

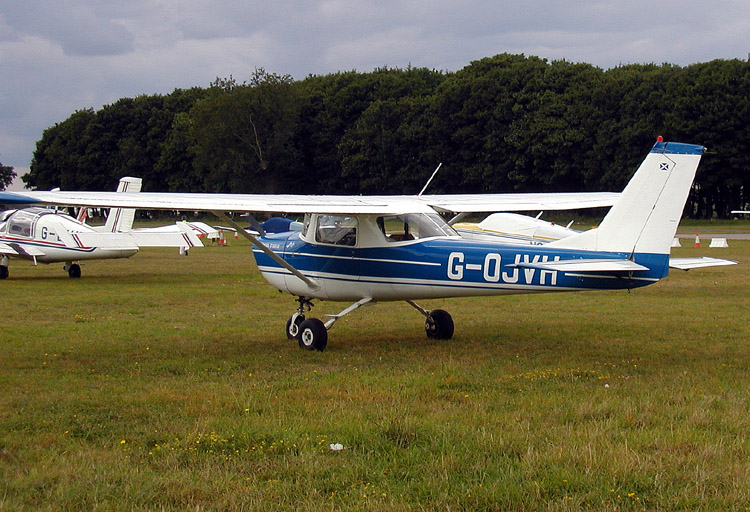
Reims-Cessna F150H kiểu 1968

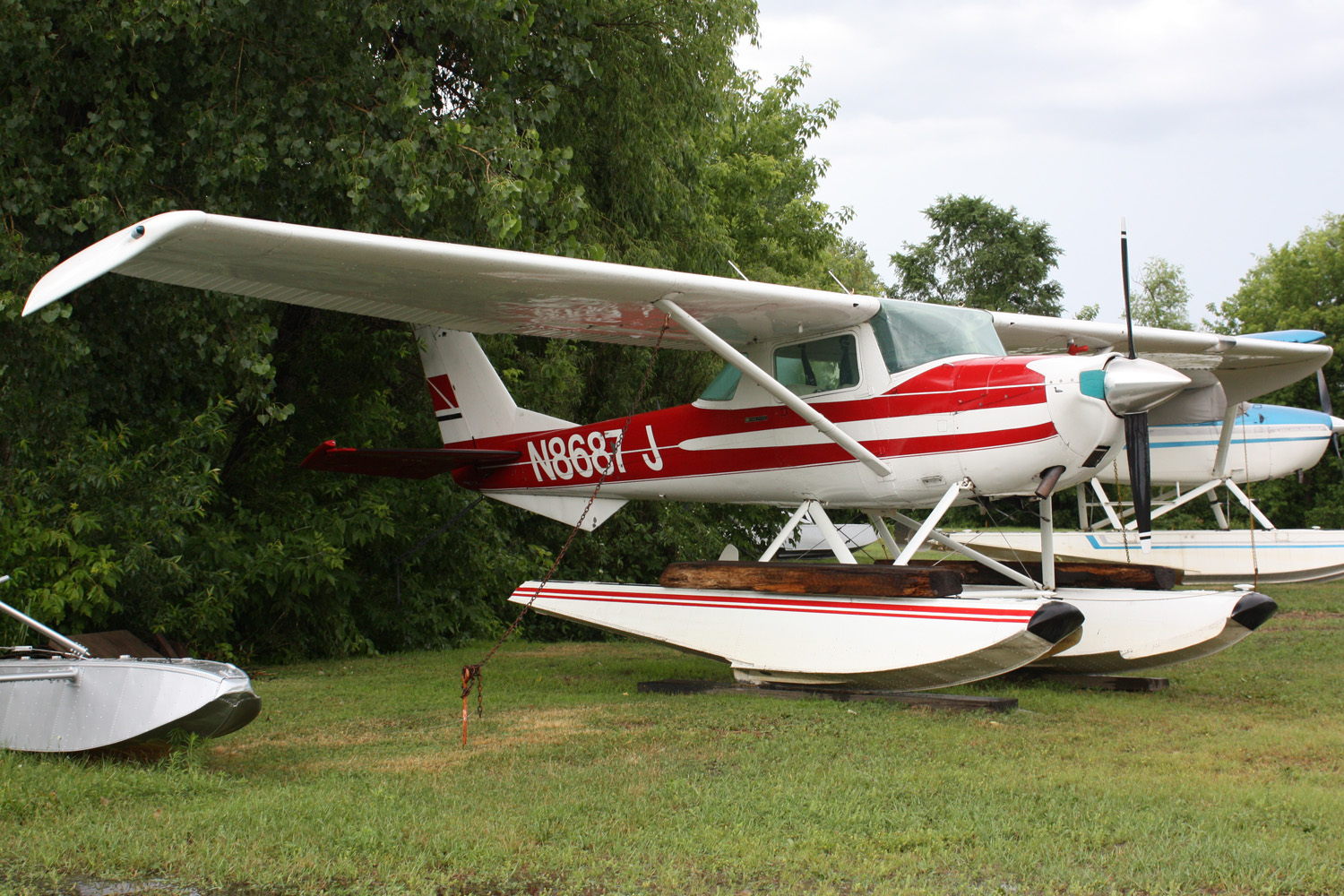
Cessna 150G

Cessna 150 là một loại máy bay thông dụng hai chỗ, được thiết kế cho mục đích huấn luyện phi công, du lịch và cá nhân.

### Dân sự

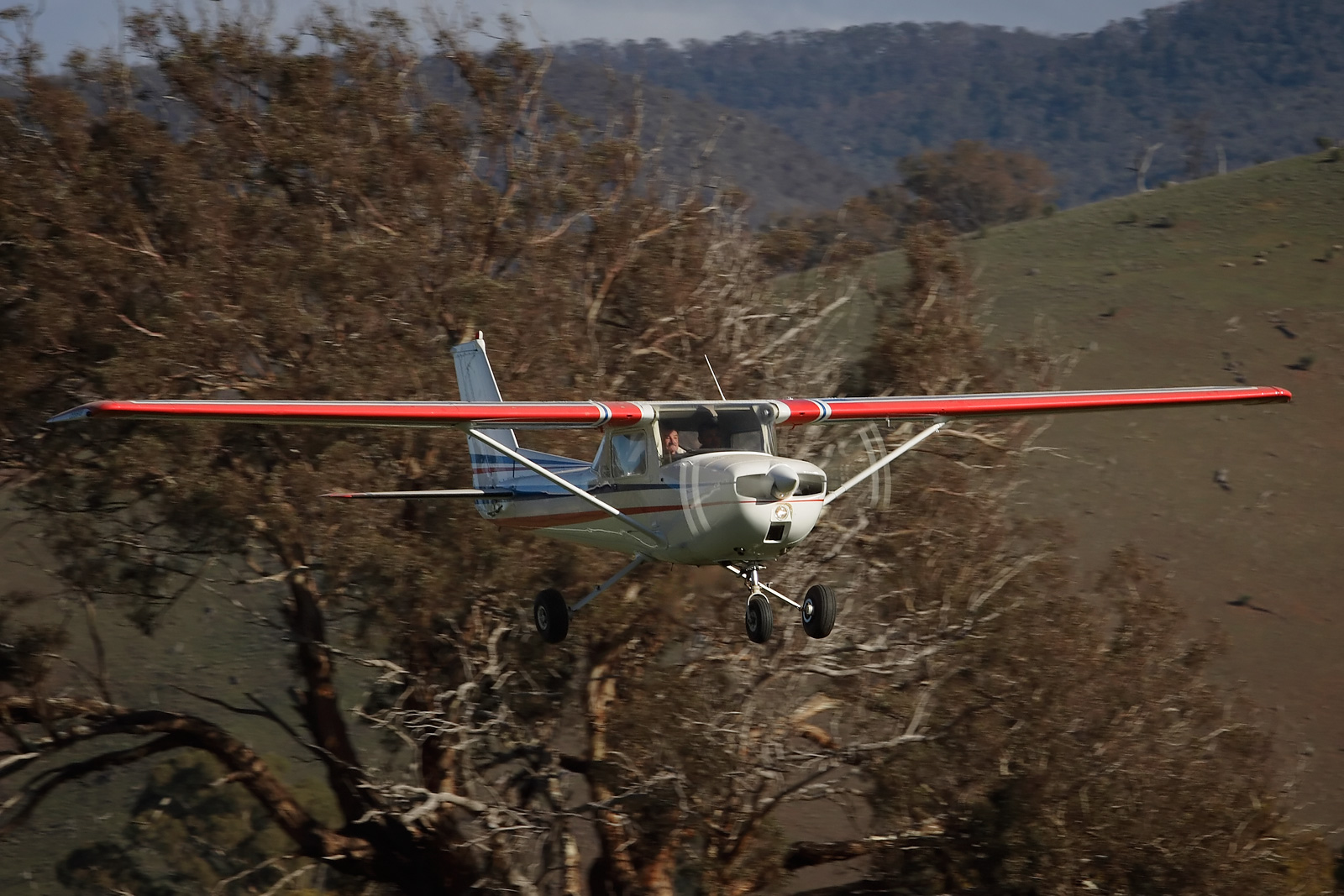
Cessna 150L

## Biến thể
150
150A
150B
150C
150D
150E
150F
150G
150H
150I
150J
150K
150L
FRA150L Aerobat
150M
FRA150M

## Quốc gia sử dụng

### Quân sự
Burundi
- Không quân Burundi 3 x FRA150L[2]

 Cộng hòa Dân chủ Congo

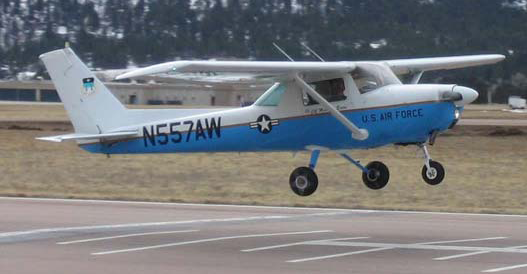
T-51A của không quân Hoa Kỳ

- Không quân Cộng hòa Dân chủ Congo 15 x FRA150M[3]

 Ecuador
- Không quân Ecuador 24 x A150[4]

 Haiti
- Không quân Haiti

 Bờ Biển Ngà
- Không quân Bờ Biển Ngà 3 x F150L[5]

 Liberia
- Lục quân Liberia 1 x 150K[6]

 México
- Không quân Hải quân Mexico 2 x 150J[7]

 Paraguay
- Không quân Hải quân Paraguay 2 x 150M[8]

 Somalia
- Không quân Somali 2 x FRA150L[9]

 Sri Lanka
- Không quân Sri Lanka 10 x 150[10]

 Hoa Kỳ
- Không quân Hoa Kỳ -[11]

## Tính năng kỹ chiến thuật (1977 150M)
Đặc điểm tổng quát
- Kíp lái: 1
- Sức chứa: 1 hành khách
- Chiều dài: 24 ft 9 in (7,3 m)
- Sải cánh: 33 ft 4 in (10,2 m)
- Chiều cao: 8 ft 6 in (2,6 m)
- Diện tích cánh: 160 ft² (15 m²)
- Trọng lượng rỗng: 1.111 lb (504 kg)
- Trọng tải có ích: 490 lb (220 kg)
- Trọng lượng cất cánh tối đa: 1.600 lb (730 kg)
- Động cơ: 1 × Continental O-200-A, 100 hp (75 kW) ở 2.750 rpm
- Đường kính cánh quạt: 5 ft 9 in (1,8 m)

 Hiệu suất bay 
- Tốc độ không vượt quá: 141 knot (162 mph, 259 km/h)
- Vận tốc hành trình: 107 knot (123 mph, 198 km/h)
- Vận tốc tắt ngưỡng: 42 knot (48 mph, 78 km/h)
- Tầm bay: 366 nm (421 mi, 678 km)
- Trần bay: 14.000 ft (4.300 m)
- Vận tốc lên cao: 670 ft/phút (3,4 m/s)
- Hệ số trượt: 7
- Tiêu thụ nhiên liệu: 6 US gal/h (23 L/h)
- Tải trên cánh cực đại: 10 lb/ft² (49 kg/m²)
- Công suất/khối lượng nhỏ nhất: 0,063 hp/lb (100 W/kg)